# Tetizaur
Tetizaur (Tethysaurus) – rodzaj mozazaurów żyjących w turonie (94–90 mln lat temu) w późnej kredzie. Jak dotąd opisano jeden gatunek – Tethysaurus nopcsai.
Rodzaj i jego gatunek typowy – Tethysaurus nopcsai – opisali w 2003 roku Nathalie Bardet, Xabier Pereda Suberbiola i Nour-Eddine Jalil na podstawie skamielin znalezionych w okolicach miasta Goulmima w południowym Maroku.